# Microgiton eos
Microgiton eos är en fjärilsart som beskrevs av Druce. Microgiton eos ingår i släktet Microgiton och familjen björnspinnare. Inga underarter finns listade i Catalogue of Life.